# Kamisama to iu tóri (film)
Kamisama to iu tóri (japonsky 神さまの言うとおり, do češtiny překládáno jako Jak chtějí bohové) je japonský nadpřirozený hororový film z roku 2014, který režíroval Takaši Miike. Je natočen na motivy prvního arku stejnojmenné manga seriálu od Munejukiho Kanešira a Akedžiho Fudžimury. Film byl vydán na domácích nosičích ve Spojených státech společností Funimation.

## Děj
Středoškolák Šun Takahata tráví většinu času hraním násilných videoher. Jednoho rána si ve škole navíc postěžuje, že jeho život je naprosto nudný. Během vyučování exploduje učitelova hlava ve spršce krve a červených kuliček. Z pahýlu učitelova krku se vynoří vnímající panenka Daruma. Šun spolu se svým kamarádem Satakem a celou třídou se náhle ocitají v situaci, kdy jsou nuceni účastnit se smrtící hry Daruma-san ga koronda, při níž jsou studenti při každém pohybu jeden po druhém zabíjeni. Hra je navíc časově omezená, a pokud časovač vyprší, všichni zemřou. Když se Daruma otočí směrem k tabuli, odhalí na zádech tlačítko, které se studenti mohou pokusit stisknout, aby hru ukončili dříve, než vyprší časovač. S pomocí Satakeho se Šunovi podaří k tlačítku dostat a stisknutím hru ukončit. Satake však zemře, čímž se odhalí, že přežije pouze ten, kdo tlačítko stiskl.
Po dokončení hry se Šun setkává se svým kamarádem Ičikou Akimotem a míří do školní tělocvičny. Tam zahájí druhou hru, Belling the Cat, s Maneki-neko, kde se studenti převlečení za myši snaží hodit zvonek do obruče připevněné k obojku a přitom se snaží nebýt sežráni nebo rozdrceni. Hru vyhraje s pomocí Takera Amaji, problémového spolužáka, který mlátí ostatní studenty – zdá se, že se vyžívá v možnosti vidět tolik mrtvých a po vítězství ve hře zabije všechny ostatní přeživší kromě Šuna a Ičiky. Všichni tři pak upadnou do bezvědomí uspávacím plynem, který kočka vypustí. Mezitím zprávy po celém Japonsku oznamují, že nad městem se nachází obří vznášející se bílá krychle a že přeživší jsou považováni za „Boží děti“.
Šun se probudí a zjistí, že se spolu s ostatními studenty, Tairou, Taokou a bývalou spolužačkou Šóko Takase nachází v nemocniční místnosti uvnitř obří vznášející se krychle nad Tokiem a čeká ho další zkouška. Taira odhalí, že podobným testům čelí studenti po celém světě a hrstka přeživších je přenesena dovnitř krychle, aby tam pokračovala v plnění úkolů. Do místnosti vstoupí čtyři panenky Kokeši (Taro, Akemi, Keniči a Hanako) a oznámí, že další hrou je Kagome Kagome, při níž mají studenti jeden po druhém zavázané oči a do deseti vteřin po skončení písně musí uhodnout, která ze čtyř panenek stojí za nimi. Pokud se jim to nepodaří, budou zasaženi červeným laserem a panenky pomocí telekineze zničí jejich těla. Pokud se hráči podaří uhodnout, kdo je za nimi, a Kokeši prohrají, všechny panenky vybuchnou a jedna z nich uvolní klíč s odpovědí, přičemž studenti mohou opustit místnost a vstoupit do další fáze. Taira a Taoka jsou zabiti, ale Šun se očistí tím, že pomocí svého telefonu nahraje hlas Hanaka, a spolu s Šóko odejde. Později se znovu setkají s Ičikou a Jukiem Sanadou, kteří se zachrání před zabitím pátým kokešem držením za ruce.
Čtveřice se společně s Eidži Oku a Kotarem Maedou vydává do další úrovně, kde musí pomocí klíčů odemknout obří hlavu kokeši. Amaja přinese další tři klíče a zabije vězně, kterého přivedl do místnosti. Sedm přeživších použije své klíče, následně to dostanou oblečení, do kterého se mohou převléknout, a obří hlava se odvalí a odkryje tunel vedoucí do další místnosti. Mezitím se každý hráč zobrazí na televizních obrazovkách, aby ho ostatní viděli. V další hře je Širokuma, bílý lední medvěd, který se jim zjeví uvnitř zamrzlé místnosti. Všichni studenti musí upřímně odpovědět na otázky bílého medvěda, jinak budou nuceni vyčlenit toho, o němž mají podezření, že lže, a zabít ho. Šóko a Jukio jsou zabiti a Šun si brzy všimne černé skvrny na medvědově pěsti a pochopí, že medvěd je skutečný lhář a že jeho skutečná barva je černá. Hru proto vyhraje a přežije spolu s ostatními čtyřmi studenty.
Závěrečná hra, kterou představují tři panenky Matrjošky (Fitness, Inteligence a Představivost), je hra Kop do plechovky, kterou je třeba dokončit před západem slunce. Zbývajících pět si vybere každý jednu tyč a ten, kdo získá červenou, hraje „ďábla. Komu „ďábel“ zahlédne tvář a zavolá na něj, je chycen a uvržen do cely. Panenky Matrjošky oznámí, že hra končí, když ďábel všechny chytí a kopne do plechovky, nebo když některý z hráčů zachrání ostatní tím, že kopne do plechovky. Zároveň však uvádějí, že plechovka vybuchne, takže hráč zachrání ostatní za cenu vlastního života. Takeru získá červenou tyč a brzy jsou jím chyceni Oku, Maeda a Ičika, zatímco Šun si najde brnění, aby při skrývání zakryl svou tvář. Takeru Šuna chytí, protože brnění je příliš těžké, ale Šun připoutá Takera k brnění a skočí do moře, pak sundá brnění a vyleze ven. Takeru se snaží sundat brnění, aby se vyhnul stržení, pak oba běží k plechovce a Šunovi se podaří kopnout do plechovky jako prvnímu, ale bez výbuchu, čímž vyhraje hru. Panenky Matrjošky odhalí, že výbuch je ve skutečnosti lež a že prohrou ve hře nikdo z nich nezemře. Uspořádají nanukový večírek, kde se dozvědí svůj osud na dřevěné tyčce a poslední schopnost, kterou potřebovali (štěstí), a že záměr poslední hry byl jen pro pobavení. Šun a Takeru přežijí, zatímco Ičika, Eidži a Kotaró jsou zabiti čtvrtou panenkou Matrjoškou s lasery. Šun a Takeru se vynoří na vrcholu kostky, kde vidí davy lidí, které jim fandí, zatímco Enokida Takumi, hikikomori, který je sledoval ze svého pokoje, vychází ze svého domu, pravděpodobně aby zjistil skutečnou identitu „Boha“.
Takeru oslavuje, zatímco Šun klečí v zoufalství nad ztrátou svých přátel a prohlašuje, že „Bůh neexistuje“. Jedna z panenek Matrjoška ho opraví a naznačí mu, že tyto smrtící hry je dovedou k „Bohu“, protože mu ukáže tuláka, který byl také pozorovatelem a „Bohem“ za těmito hrami smrti.

## Obsazení
| Sóta Fukuši      | Šun Takahata                 |
| Hirona Jamazaki  | Ičika Akimoto                |
| Rjúnosuke Kamiki | Takeru Amaja                 |
| Mio Júki         | Šóko Takase                  |
| Šóta Sometani    | Satake                       |
| Džingi Irie      | Eidži Oku                    |
| Rjósuke Jamamoto | Mikinori Taira               |
| Minori Hagiwara  | Jumi Taoka                   |
| Sasuke Ócuru     | Jukio Sanada                 |
| Naoto Takahaši   | Kotaró Maeda                 |
| Nidžiró Murakami | Haruhiko Jošikawa            |
| Lily Franky      | bezdomovec/bůh               |
| Nao Ómori        | Takumi                       |
| Dóri Sakurada    | prezident třídy (vystoupení) |
| Acuko Maeda      | Maneki-neko (hlas)           |
| Cutomu Jamazaki  | lední medvěd (hlas)          |

## Tržby
Během prvního listopadového víkendu činili v Japonsku tržby v přepočtu 1,5 milionu dolarů.

## Kontroverze
Korejský dramatický seriál o přežití Hra na oliheň z roku 2021 byl obviněn z plagiátorství filmu, protože v obou případech se jedná o dětské hry, kde se smrt rovná trestu za prohru. Scenárista a režisér Hwang Tong-hjok však tvrdí, že scénář k seriálu napsal v roce 2009 (pět let před uvedením filmu Kamisama to iu tóri) a že „podobnosti, na které bylo poukázáno, jsou čistě náhodné a ani z jedné strany se nejedná o kopírování“.